# 常北町
常北町（じょうほくまち）は、かつて茨城県東茨城郡にあった町である。
2005年（平成17年）2月1日に東茨城郡桂村、西茨城郡七会村と合併し、城里町となり消滅した。

## 地理
- 山：高田山
- 河川：那珂川、藤井川、前沢川、西田川
- 湖沼：うなぎ地蔵湖（藤井川ダム湖）

### 隣接していた自治体
- 水戸市
- 笠間市
- 那珂市
- 東茨城郡桂村
- 西茨城郡七会村

## 歴史

### 沿革
- 1955年（昭和30年）2月11日 - 石塚町、小松村、西郷村が合併し、常北町が発足。
- 1963年（昭和38年）4月1日 - 国道123号が制定。
- 1966年（昭和41年）6月1日 - 茨城交通茨城線の石塚－御前山間が営業廃止。
- 1968年（昭和43年）6月16日 - 茨城交通茨城線の大学前－石塚間が営業廃止。
- 1988年（昭和63年）12月1日 - 水戸市と境界変更。
- 1995年（平成7年）12月27日 - 水戸市と法定協議会「水戸市・常北町合併協議会」設置（住民発議）。
- 2005年（平成17年）2月1日 - 常北町は桂村，七会村とともに合併し、城里町が発足。常北町は消滅。

### 行政区域変遷
- 変遷の年表

| 常北町町域の変遷（年表） | 常北町町域の変遷（年表） | 常北町町域の変遷（年表） |
| 年                       | 月日                     | 旧常北町町域に関連する行政区域変遷 |
| ------------------------ | ------------------------ | --- |
| 1889年（明治22年）       | 4月1日                   | 町村制施行により、以下の村がそれぞれ発足。 - 石塚村 ← 石塚村・那珂西村・上泉村 - 小松村 ← 増井村・上入野村・磯野村 - 西郷村 ← 小坂村・下青山村・春園村・上青山村・勝見沢村・上古内村・下古内村 |
| 1919年（大正8年）        | 10月1日                  | 石塚村が町制をしき石塚町となる。 |
| 1955年（昭和30年）       | 2月11日                  | 石塚町・小松村・西郷村が合併し、常北町が発足。 |
| 2005年（平成17年）       | 2月1日                   | 常北町は桂村・七会村とともに合併し、城里町が発足。常北町は消滅。 |

- 変遷表

|  | 石塚村   | 石塚村 | 大正8年10月1日 町制 | 昭和30年2月11日 常北町 | 平成17年2月1日 城里町 | 城里町 |
|  | 那珂西村 | 石塚村 | 大正8年10月1日 町制 | 昭和30年2月11日 常北町 | 平成17年2月1日 城里町 | 城里町 |
|  | 上泉村   | 石塚村 | 大正8年10月1日 町制 | 昭和30年2月11日 常北町 | 平成17年2月1日 城里町 | 城里町 |
|  | 増井村   | 小松村 | 小松村              | 昭和30年2月11日 常北町 | 平成17年2月1日 城里町 | 城里町 |
|  | 上入野村 | 小松村 | 小松村              | 昭和30年2月11日 常北町 | 平成17年2月1日 城里町 | 城里町 |
|  | 磯野村   | 小松村 | 小松村              | 昭和30年2月11日 常北町 | 平成17年2月1日 城里町 | 城里町 |
|  | 下青山村 | 西郷村 | 西郷村              | 昭和30年2月11日 常北町 | 平成17年2月1日 城里町 | 城里町 |
|  | 春園村   | 西郷村 | 西郷村              | 昭和30年2月11日 常北町 | 平成17年2月1日 城里町 | 城里町 |
|  | 上青山村 | 西郷村 | 西郷村              | 昭和30年2月11日 常北町 | 平成17年2月1日 城里町 | 城里町 |
|  | 小坂村   | 西郷村 | 西郷村              | 昭和30年2月11日 常北町 | 平成17年2月1日 城里町 | 城里町 |
|  | 勝見沢村 | 西郷村 | 西郷村              | 昭和30年2月11日 常北町 | 平成17年2月1日 城里町 | 城里町 |
|  | 上古内村 | 西郷村 | 西郷村              | 昭和30年2月11日 常北町 | 平成17年2月1日 城里町 | 城里町 |
|  | 下古内村 | 西郷村 | 西郷村              | 昭和30年2月11日 常北町 | 平成17年2月1日 城里町 | 城里町 |

## 地域

### 教育
- 高等学校
  - 茨城県立常北高等学校
- 中学校
  - 常北町立常北中学校
- 小学校
  - 常北町立石塚小学校
  - 常北町立青山小学校
  - 常北町立小松小学校
  - 常北町立古内小学校

## 交通

### 道路
- 一般国道
  - 国道123号
- 主要地方道
  - 茨城県道51号水戸茂木線
  - 茨城県道52号石岡城里線
  - 茨城県道61号日立笠間線
- 一般県道
  - 茨城県道246号錫高野石塚線
  - 茨城県道356号城里那珂線

## 名所・旧跡・観光スポット・祭事・催事
- 龍譚淵
- 小松寺